# Aerenea transversefasciata
Aerenea transversefasciata är en skalbaggsart som beskrevs av Stefan von Breuning 1974. Aerenea transversefasciata ingår i släktet Aerenea och familjen långhorningar. Inga underarter finns listade i Catalogue of Life.